# ضمور الشبكية التدريجي
ضمور الشبكية التدريجي هو مجموعة من الأمراض الوراثية التي تظهر لدى سلالات معينة من الكلاب، وفي حالات نادرة لدى القطط. على غرار التهاب الشبكية الصباغي لدى البشر، يتميز المرض بالتنكس الثنائي لشبكية العين، ما يؤدي إلى فقدان البصر التدريجي الذي يبلغ ذروته في العمى. تُورَّث الحالة في جميع السلالات تقريبًا باعتبارها صفة جسمية متنحية، عدا الهسكي السيبيري (إذ يورَّث المرض في هذه السلالة باعتباره صفة مرتبطة بالكروموسوم إكس) والبولماستيف (يورَّث في هذه السلالة باعتباره صفة جسمية سائدة). لا يوجد علاج لضمور الشبكية التدريجي.

## أنواع ضمور الشبكية التدريجي
بصورة عامة، تتميز أنواع ضمور الشبكية التدريجي بالفقدان الأولي لوظيفة خلايا العصيات المستقبلة للضوء، يليه فقدان وظيفة المخاريط، ولهذا السبب، يعد العمى الليلي أول علامة سريرية أساسية لمعظم الكلاب المصابة بضمور الشبكية التدريجي. بطريقة مماثلة لاضطرابات الشبكية الأخرى، يمكن تقسيم أنواع ضمور الشبكية التدريجي إلى مرض خلل التنسج، والذي تتطور فيه الخلايا بصورة غير طبيعية، ومرض تنكسي، تتطور فيه الخلايا بصورة طبيعية لكنها تتدهور بعد ذلك خلال فترة حياة الكلب. 
ضمور الشبكية التدريجي المتفشي هو النوع الأشيع لهذا المرض، ويسبب ضمورًا لجميع البنى العصبية للشبكية. ضمور الشبكية التدريجي المركزي، وهو مرض مختلف عن ضمور الشبكية التدريجي، يشمل ظهارة صباغ الشبكية ، ويعرف أيضًا باسم ضمور الشبكية الصبغي الظهاري.

## التشخيص
قد يكون فقدان الرؤية التدريجي لدى أي كلب في حالة عدم الإصابة بجلوكوما الكلاب أو إعتام عدسة العين مؤشرًا على وجود ضمور الشبكية التدريجي. يبدأ عادةً بضعف الرؤية في الليل، أو العشى. تتضمن الأعراض الأخرى توسع حدقة العين وانخفاض منعكس الحدقة تجاه الضوء. يُظهر تنظير قاع العين لفحص الشبكية تقلصًا في الأوعية الدموية، وانخفاض تصبغ القاع غير البساطي، وزيادة الانعكاس من البساط الشفاف بسبب ترقق الشبكية، وفي وقت لاحق في المرض، يصبح القرص البصري داكنًا وضامرًا. قد يحدث إعتام عدسة العين الثانوي في الجزء الخلفي من العدسة في وقت متأخر من المرض. في هذه الحالات، قد يتطلب تشخيص ضمور الشبكية التدريجي تخطيط كهربية الشبكية. للعديد من السلالات، توجد اختبارات جينية محددة للدم أو الغشاء المخاطي الشدقي لتشخيص ضمور الشبكية التدريجي.
في حالة عدم وجود اختبار جيني، لا يمكن التخلص من ضمور الشبكية التدريجي لدى سلالات الحيوانات المعرضة للمرض إلا بمرور الزمن -أي بالعيش بعد العمر الذي تظهر فيه أعراض ضمور الشبكية التدريجي عادةً في سلالاتها. السلالات التي يكون فيها جين ضمور الشبكية التدريجي متنحيًا قد تظل حاملة للجين وتنقله إلى نسلها، ورغم ذلك، من الممكن أيضًا أن يظهر المرض متأخرًا عن المتوقع، حتى عند عدم وجود أعراض واضحة، ما يجعل هذا الاختبار اختبارًا ناقصًا في أحسن الأحوال.

## التعامل مع المرض
لا يوجد علاج لضمور الشبكية التدريجي. رغم ذلك، فإن معظم الكلاب التي تعاني من هذا المرض تتكيف معه بصورة جيدة. لتحسين جودة حياة الكلب المصاب بالمرض، اتبع الإرشادات الآتية:
- لا تعد ترتيب الأثاث لأن الكلب يحفظ ترتيب البيئة المحيطة.
- استخدم سلسلة قصيرة عند تمشية كلب مصاب بالعمى الناجم عن ضمور الشبكية التدريجي المتقدم.
- ضع حواجز أمان حول حمامات السباحة أو الشرفات.[4]